# آلان فيري
آلان فيري (بالفرنسية: Alain Ferry)‏ هو كاتب فرنسي، ولد في 17 ديسمبر 1939 في الجزائر في فرنسا.